# Sedlnice
Sedlnice (niem. Sedlnitz) – gmina w Czechach, w powiecie Nowy Jiczyn, w kraju morawsko-śląskim. Według danych z dnia 1 stycznia 2012 liczyła 1413 mieszkańców.
Od Sedlnic swoje nazwisko wywodzi rodzina szlachecka Sedlnickich z Choltic, która była w posiadaniu wsi w połowie XV wieku.
Według austriackiego spisu ludności z 1900 roku Sedlnice miały 1707 mieszkańców, z czego wszyscy byli niemieckojęzyczni, a większość była katolikami.